# Бедыкская пещера

## Общие сведения
Пещера, обнаруженная в верховьях реки Бедык, около села Бедык, Эльбрусского района Кабардино-Балкарской республики. Открыта местным жителем Зурабом.

Пещера имеет карстовую природу.
Наличие как горизонтальных так и вертикальных ходов, а также колодцев характеризуют пещеру как многоуровневую.
Разведанная длина пещеры ≈260 метрам.

В пещере найдены останки нескольких человек, предположительно детей.

## История исследований
Исследование Бедыкской пещеры проводилось в ходе спелеологической экспедиции Космопоиска в августе 2014 года.